# Temnoplectron aeneolum
Temnoplectron aeneolum är en skalbaggsart som beskrevs av Lansberge 1885. Temnoplectron aeneolum ingår i släktet Temnoplectron och familjen bladhorningar. Inga underarter finns listade i Catalogue of Life.